# Dorfkirche Schlamau

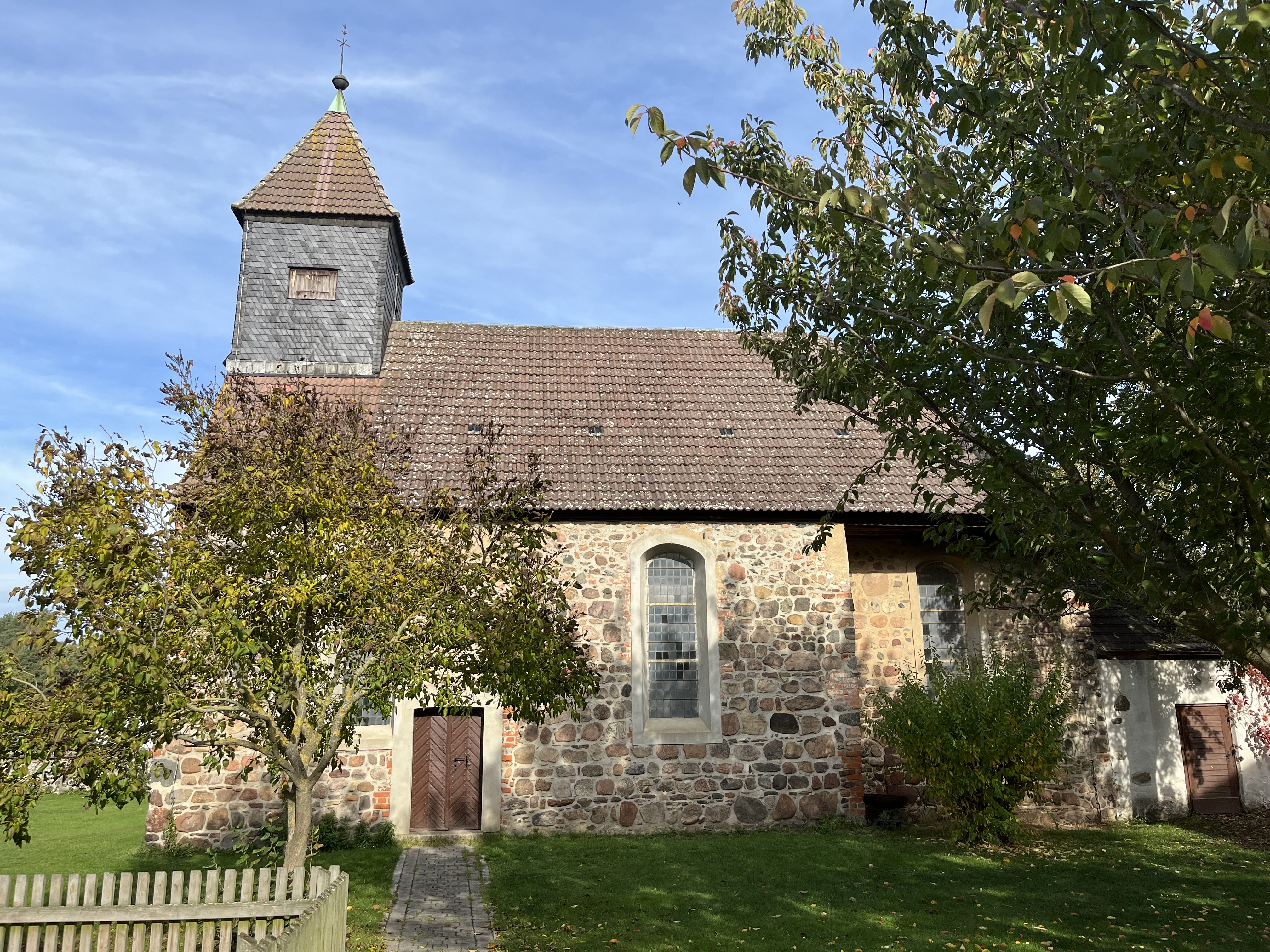
Dorfkirche Schlamau

Die evangelische Dorfkirche Schlamau ist eine spätromanische Feldsteinkirche in Schlamau, einem Ortsteil der Gemeinde Wiesenburg/Mark im Landkreis Potsdam-Mittelmark in Brandenburg. Die Kirchengemeinde gehört zum Kirchenkreis Mittelmark-Brandenburg der Evangelischen Kirche Berlin-Brandenburg-schlesische Oberlausitz.

## Lage
Die Straße Schlamau durchquert von Westen kommend in nordnordöstlicher Richtung den historischen Dorfanger. Die Kirche steht mittig auf dem Anger auf einem auf einem Grundstück mit einem Kirchfriedhof, der mit einer Mauer aus unbehauenen und nicht lagig geschichteten Feldsteinen eingefriedet ist.

## Geschichte

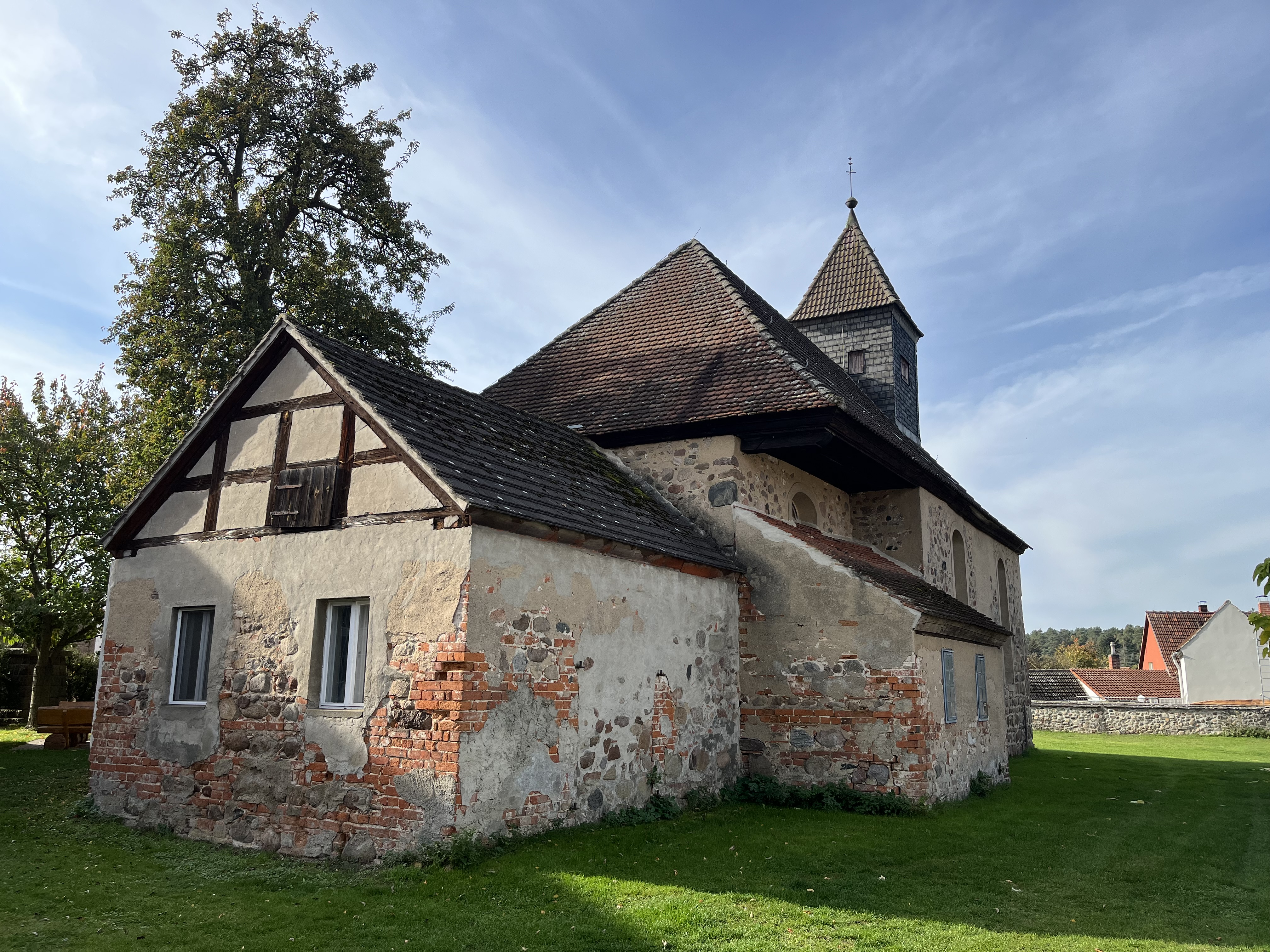
Ansicht von Nordosten

Das unregelmäßige Angerdorf erschien erstmals indirekt durch einen Nycolao Slamouwen, der 1361 in einer Urkunde in Zerbst/Anhalt erwähnt wurde. Das Dorf selbst wurde 1388 als Slamowe, Slamow urkundlich erstmals erwähnt. Es gehörte der Familie von Querfurt, die es 1443 an die von Kracht weitergaben. Von da kam es 1456 an die Familie Brandt von Lindau zu Wiesenburg. Im Dorf entstand im 13. Jahrhundert, vielleicht sogar schon in der zweiten Hälfte des 12. Jahrhunderts eine Feldsteinkirche, die 1459 vermutlich Pfarrkirche war. Das Kirchenpatronat lag beim Gut Schmerwitz; möglicherweise waren die Pfarrhufen in Wiesenburg bereits enthalten. Das ursprüngliche Bauwerk hatte vermutlich drei Fensterachsen sowie im Chor vermutlich nur ein Fenster auf der Nord- und Südseite. Dort war vermutlich auch die Priesterpforte, während die Gemeindepforte an der Südseite des Langhauses zu finden war. Der Küster bekam im Jahr 1575 insgesamt 10 1⁄2 Scheffel Korn und von jedem Einwohner jährlich ein Brot. Die Kirche besaß einen Acker.
Im Jahr 1701 führten Hans Friedrich und August Friedrich Brand von Lindau eine eingreifende Erneuerung durch. Auf dem westlichen Giebel entstand ein Dachreiter, zahlreiche Öffnungen wurden vergrößert. Im Jahr 1740 kam an der Nordseite des Chors eine Sakristei hinzu; etwa zur gleichen Zeit außerdem eine Gruft an der Ostseite des Chors, mit die Apsis ummantelt wurde. Schiff und Chor erhielten ein einheitliches, im Osten abgewalmtes Satteldach. Die Glocke von 1469 wurde 1824 umgegossen und vergrößert. Eine erste Renovierung erfolgte im Jahr 1868; dabei wurden die Fenster erneut verändert. Die Hälfte der Kosten trug der Kirchenpatron. Die vier Töchter des damaligen Gutsbesitzers sollen je ein Fenster gestiftet haben. Allerdings ist unklar, ob welche Baumaßnahmen damit verbunden waren. Gottfried Wilhelm Baer errichtete 1868 eine Orgel. Die nördliche und südliche Empore wurde um 1960 entfernt; 1996 der Innenraum neu ausgemalt.

## Baubeschreibung

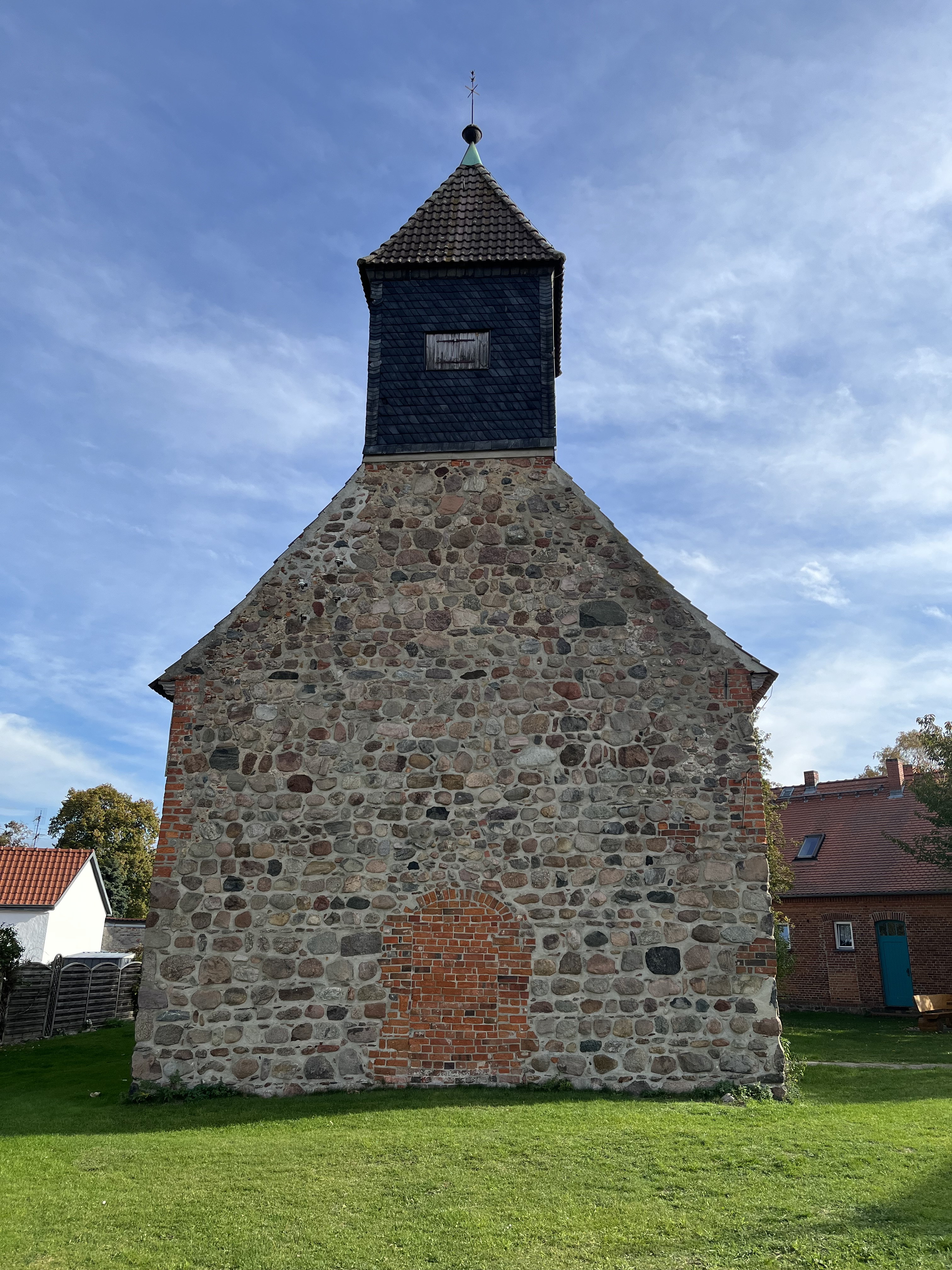
Ansicht von Westen

Das ursprüngliche Bauwerk entstand im Wesentlichen aus Feldsteinen, während bei den Anbauten überwiegend Mauerstein zum Einsatz kam, der mit Feldsteinen vermischt wurde. Das Kirchenschiff ist 11,45 m lang und 8,40 m breit, der Chor besitzt eine Länge von 5,20 m bei 5,80 m Breite und die daran anschließende Apsis eine Auswölbung von rund 1,80 m. Diese wurde 1746 durch einen rechteckigen Gruftanbau am Osten mit einer Länge von 5,80 m ummantelt, bildet aber im Kircheninneren noch den Abschluss des Altarraums. Die Ostseite des ein schlichtes Satteldach tragenden Gruftanbaus öffnet sich mit zwei hochrechteckigen Fenstern, im darüberliegenden, aus Fachwerk erstellten Giebel ist nach Norden versetzt eine querrechteckige Holztür angebracht. An der Chornordwand ist ein großes, segmentbogenförmiges Fenster, das durch das Dach der Sakristei jedoch fast völlig verdeckt wird. Der untere Teil ist mit einer Blende zugesetzt – vermutlich hatte die Sakristei einst ein niedrigeres Dach. Der Anbau selbst ist rechteckig und besitzt an der Nordseite zwei schlichte und hochrechteckige Fenster.
Am Langhaus des Kirchenschiffs sind an der Nordseite zwei große und segmentbogenförmige Fenster. An der Südseite des Chors befindet sich ein zugesetztes rundbogiges Priesterportal mit Feldsteingewände, gefolgt von einem großen und ebenfalls segmentbogenförmigen Fenster. Am Langhaus sind zwei große Fenster, dazwischen ein rechteckiges Portal, das den einzigen Zugang darstellt. Mittig zwischen den beiden Fenstern befindet sich eine originale, in späterer Zeit vermauerte rundbogige Fensteröffnung. An der Westseite befindet sich ein ebenfalls zugesetztes Portal, das ursprünglich mit einem Ziegelgewände segmentbogenförmig gestaltet worden war. Chor und Schiff sind mit einem Satteldach verbunden, das nach Osten hin abgewalmt ist und im Bereich des Chors auskragend gestaltet wurde.
Der im Grundriss quadratische Dachreiter ist mit Schiefer verkleidet. Nord-, West- und Südseite besitzen je eine querrechteckige Klangarkade, während sich an der Ostseite lediglich eine kleine Öffnung befindet. Der Dachreiter schließt mit einem Pyramidendach ab, das mit Kreuz und zwei Sternen über der Turmkugel bekrönt ist.
Die Kirche ist im Inneren flach gedeckt, die Apsis besitzt eine Halbkuppel. Westlich des Bauwerks erinnert ein Denkmal an die Gefallenen der Weltkriege.

## Ausstattung
Die Mensa besteht aus einer schlichten Aufmauerung ohne Altarretabel. Darauf steht ein Kruzifix aus der Zeit um 1700. Die neuzeitliche steinerne Fünte trägt eine Taufschale aus Zinn aus dem Jahr 1741. Die hölzerne Kanzel ist ebenfalls neuzeitlich und ruht auf einem gemauerten Fuß. In den Feldern sind barocke Abbildungen der Evangelisten zu sehen, die aus der ersten Hälfte des 18. Jahrhunderts stammen und ursprünglich als Füllungen einer älteren Kanzel dienten. Die ursprüngliche Hufeisenempore aus dem Anfang des 18. Jahrhunderts ist um 1960 zur Westempore umgebaut worden. In den Brüstungsfeldern sind Jesus Christus und acht Apostel zu sehen. Zur weiteren Kirchenausstattung gehören eine einen Bischof zeigende spätgotische Schnitzfigur und ein Opferstock aus Eiche mit Beschlägen aus dem Jahr 1701.